# Zmarli w roku 1862
Lista osób zmarłych w 1862:

## styczeń 1862
- 6 stycznia – Hiacynt Łobarzewski, polski botanik, profesor Uniwersytetu Lwowskiego, badacz flory Karpat[1]
- 9 stycznia – Paulina Jaricot, francuska błogosławiona, założycielka Żywego Różanca, tercjarka dominikańska[2]
- 10 stycznia – Samuel Colt, amerykański wynalazca i konstruktor broni palnej[3]
- 18 stycznia – John Tyler, amerykański polityk, dziesiąty prezydent USA[4]
- 27 stycznia – Paweł Józef Nardini, niemiecki ksiądz, błogosławiony katolicki[5]

## luty 1862
- 3 lutego – Jean-Baptiste Biot, francuski fizyk, matematyk, geodeta i astronom[6]
- 18 lutego
  - Jan Zhang Tianshen, chiński męczennik, święty katolicki[7]
  - Marcin Wu Xuesheng, chiński męczennik, święty katolicki[8]
  - Jan Chen Xianheng, chiński męczennik, święty katolicki[9]
  - Jan Neel, francuski misjonarz, męczennik, święty katolicki[10]
- 19 lutego – Łucja Yi Zhenmei, chińska męczennica, święta katolicka[11]
- 27 lutego – Gabriel Possenti, włoski pasjonista, święty katolicki[12]

## marzec 1862
- 3 marca – Adam Jasiński, polski duchowny katolicki, biskup przemyski[13]

## maj 1862
- 22 maja – Wawrzyniec Ngôn, wietnamski męczennik, święty katolicki[14]
- 25 maja – Johann Nepomuk Nestroy, austriacki aktor, pisarz i śpiewak operowy[15]

## czerwiec 1862
- 1 czerwca – Józef Túc, wietnamski męczennik, święty katolicki[16]
- 2 czerwca – Dominik Ninh, wietnamski męczennik, święty katolicki[17]
- 3 czerwca – Paweł Vũ Văn Dương, wietnamski męczennik, święty katolicki[18]
- 5 czerwca
  - Dominik Toại, wietnamski męczennik, święty katolicki[19]
  - Dominik Huyện, wietnamski męczennik, święty katolicki[20]
- 6 czerwca
  - Piotr Đinh Văn Dũng, wietnamski męczennik, święty katolicki[21]
  - Piotr Đinh Văn Thuần, wietnamski męczennik, święty katolicki[22]
  - Wincenty Dương, wietnamski męczennik, święty katolicki[23]
- 7 czerwca – Józef Trần Văn Tuấn, wietnamski męczennik, święty katolicki[24]
- 16 czerwca
  - Dominik Nguyên, wietnamski męczennik, święty katolicki[25]
  - Dominik Nhi, wietnamski męczennik, święty katolicki[26]
  - Andrzej Tường, wietnamski męczennik, święty katolicki[27]
  - Wincenty Tường, wietnamski męczennik, święty katolicki[28]
  - Dominik Nguyễn Đức Mạo, wietnamski męczennik, święty katolicki[29]
- 17 czerwca – Piotr Đa, wietnamski męczennik, święty katolicki[30]
- 20 czerwca – Wincenty Darowski, polski działacz polityczny i gospodarczy[31]

## sierpień 1862
- 13 sierpnia – Benild Romançon, francuski lasalianin, święty katolicki[32]

## wrzesień 1862
- 22 września – Frederick Townsend Ward, amerykański żołnierz, awanturnik[33]
- 24 września – Antoni Marcin Slomšek, słoweński biskup, błogosławiony katolicki[34]

## listopad 1862
- 13 listopada – Ludwig Uhland, niemiecki pisarz, literaturoznawca, prawnik i polityk[35]